# Sundamys
Sundamys (Musser & Newcomb, 1983) è un genere di Roditori della famiglia dei Muridi.

## Descrizione

### Dimensioni
Al genere Sundamys appartengono roditori di grandi dimensioni, con lunghezza della testa e del corpo tra 179 e 299 mm, la lunghezza della coda tra 175 e 370 mm e un peso fino a 643 g.

### Caratteristiche craniche e dentarie
Il cranio è grande e presenta una scatola cranica allungata, il rostro è lungo e ampio, la bolla timpanica è molto piccola. I molari sono relativamente grandi.
Sono caratterizzati dalla seguente formula dentaria:

### Aspetto
L'aspetto è quello di un grosso ratto dal corpo robusto, ricoperto da una pelliccia folta e leggermente ruvida. Le orecchie sono piccole, rotonde, cosparse di pochi peli e color marrone scuro. La coda è generalmente più lunga della testa e del corpo. Le femmine hanno un paio di mammelle pettorali, un paio post-ascellari e due paia inguinali. Nella specie Sundamys infraluteus manca il paio pettorale.

## Distribuzione
Questo genere è diffuso nell'Ecozona orientale.

## Tassonomia
Il genere comprende 4 specie.
- Sundamys annandalei
- Sundamys infraluteus
- Sundamys maxi
- Sundamys muelleri

La prima specie è stata trasferita dal genere Rattus nel 2017.